# Stacia Napierkowska

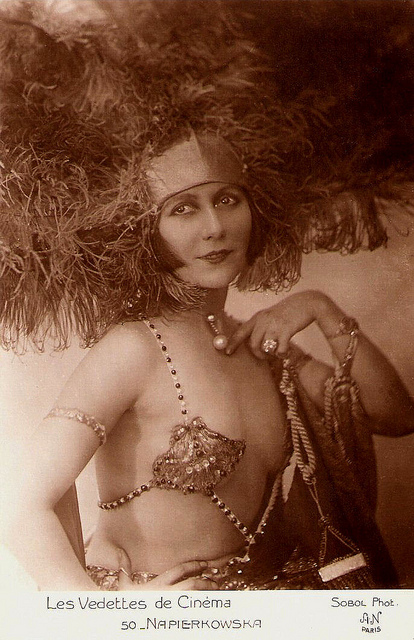
Stasia Napierkowska, Ballett- und Varieté-Tänzerin und Filmschauspielerin.

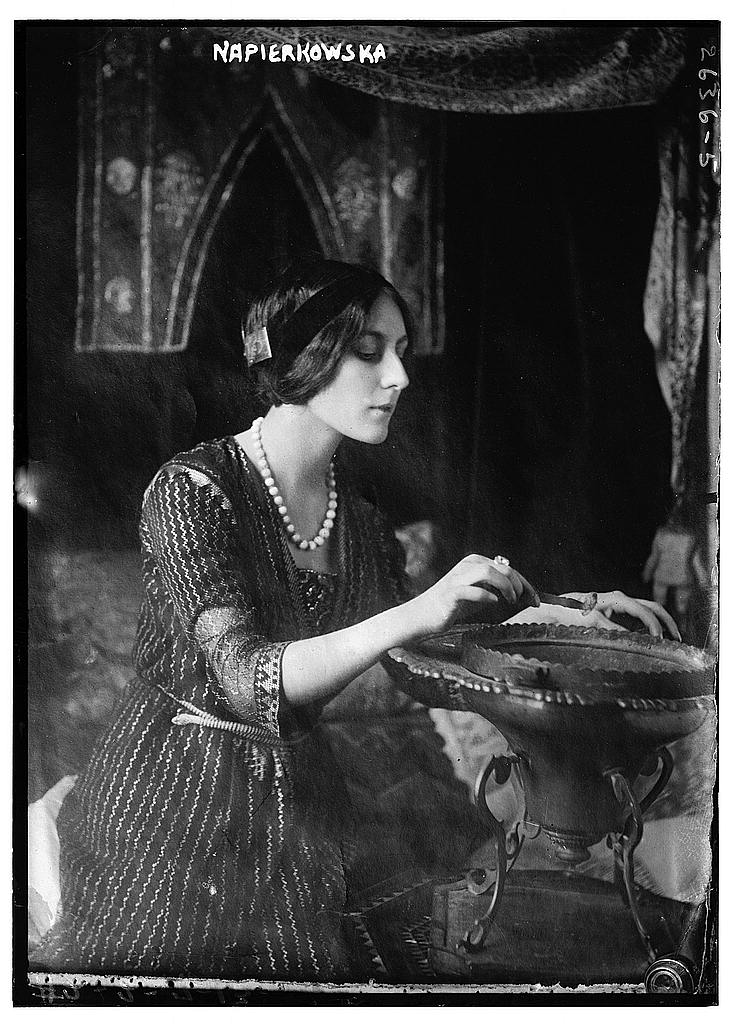
Stasia Napierkowska

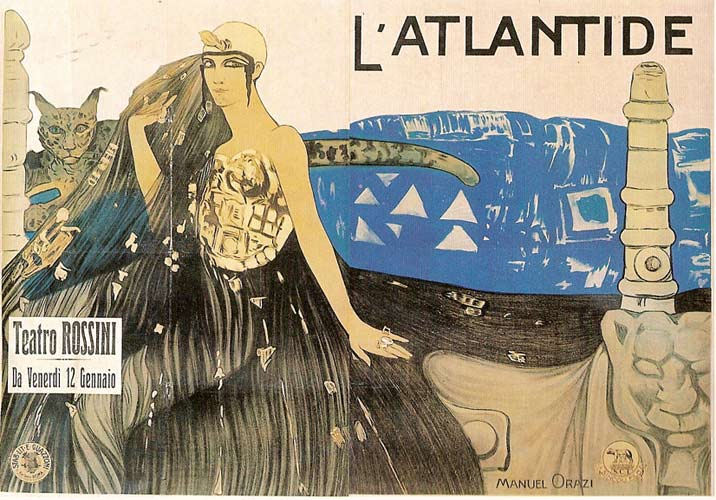
Als Königin von Atlantis, Verfilmung 1920/21

Stasia Napierkowska, auch Stacia Napierkowska, eigentlich Renée Claire Angèle Élisabeth Napierkowski, (* 16. Dezember 1891 in Paris, Frankreich; † 11. Mai 1945 ebenda) war eine französische Ballett- und Varieté-Tänzerin und Filmschauspielerin.

## Leben
Stasia Napierkowska war die Tochter von Stanisław Artur Napierkowski, dem Kupferstecher Napier, dessen Familie aus Polen stammte. Ihre Mutter war eine Französin, Claire Angèle Hortense Comte. Stasia verbrachte einen großen Teil ihrer Kindheit in der Türkei.
Stasia Napierkowska war mehrfach Filmpartnerin von Max Linder. In einem Umfeld mit Mistinguett und Germaine Dulac, mit denen sie Venus Victrix drehte, war sie 1917 die Regisseurin eines einzigen Films, L’Héritière de la manade. Sie hatte einen ihrer größten Erfolge im Kino mit der Rolle der Antinea in Jacques Feyders Die Herrin von Atlantis im Jahr 1921.
Stasia Napierkowska ist auf dem Friedhof von Batignolles (29. Abteilung) beigesetzt.

## Filmografie
als Schauspielerin
- 1908: L’Empreinte ou La main rouge
- 1909: Le Songe d’une nuit d’été
- 1909: La Peau de chagrin
- 1909: Lucrèce Borgia
- 1909: Le Fils du saltimbanque
- 1909: Del Rebbio
- 1909: Dans l’Hellade
- 1909: Les Angoisses artistiques de Thélos
- 1909: L’Oeuvre de Jean Serval
- 1909: L’Assommoir
- 1910: La Zingara
- 1910: Robert le Taciturne
- 1910: Pierrot aime les roses
- 1910: Messaline
- 1910: Le Festin de Balthazar
- 1910: Danses cambodgiennes
- 1910: Cléopâtre
- 1910: Le Charme des fleurs
- 1910: Messaline
- 1910: Cagliostro, aventurier, chimiste et magicien
- 1910: Au temps des pharaons
- 1910: Messaline
- 1911: Tristan et Yseut
- 1911: Rival de Satan
- 1911: La Pipe d’opium
- 1911: Le Pain des petits oiseaux
- 1911: Notre-Dame de Paris
- 1911: La Coupable
- 1912: Voyage de noces en Espagne
- 1912: Un mariage au téléphone
- 1912: Max veut grandir
- 1912: Max et la fuite de gaz
- 1912: Max émule de Tartarin
- 1912: La Fièvre de l’or
- 1912: Douce Alsace
- 1912: La Légende des tulipes d’or
- 1912: Le Tragique amour de Mona Lisa
- 1912: Un amour de la du Barry
- 1912: Max escamoteur
- 1912: Une nuit agitée
- 1912: Les Martyrs de la vie
- 1912: Le Miracle des fleurs
- 1912: Max peintre par amour
- 1912: Le Réprouvé
- 1912: Amour tenace
- 1912: Entente cordiale
- 1913: Un roman parisien
- 1913: Roule ta bosse
- 1913: Le Roi du bagne
- 1913: Le Mariage de l’amour
- 1913: Max jockey par amour
- 1913: Max toréador
- 1914: El Sello de oro
- 1914: La Modella
- 1914: L’Étoile du génie
- 1915: L’Ultima danza
- 1915: Il Fantasma della felicità
- 1915: Il Disinganno di Pierrot
- 1915: Die Vampire (Les Vampires)
- 1916: La Pupilla
- 1916: Un’Immagine e due anime
- 1916: La Figlia di Erodiade
- 1916: Effetti di luce
- 1916: C’est pour les orphelines
- 1917: Venus Victrix
- 1917: La Tragica fine di Caligula imperator
- 1917: Le Sacrifice
- 1917: La Misteriosa
- 1917: L’Héritière de la manade
- 1917: Il Conclave
- 1917: Chiffonnette
- 1921: Die Herrin von Atlantis (L’Atlantide)
- 1921: L’Fille de Camargue
- 1921: La Douloureuse comédie
- 1922: Inch’Allah
- 1925: Les Frères Zemganno
- 1926: Le Berceau de dieu

als Regisseurin
- 1917: L’Héritière de la manade